# Sally Floyd
Sally Jean Floyd (geboren 20. Mai 1950 in Charlottesville, Virginia; gestorben 25. August 2019 in Berkeley, Kalifornien) war eine US-amerikanische Informatikerin, die für ihre Arbeit über Computernetzwerke bekannt ist.
Sie war früher mit dem International Computer Science Institute in Berkeley verbunden. 2009 ging sie in den Ruhestand. Vor allem ist sie für ihre Arbeit über die Kontrolle von Internetstaus bekannt.

## Leben und Wirken
Floyd absolvierte ihren Bachelor in Soziologie an der University of California, Berkeley 1971. Sie machte ihren Master in Informatik 1987 und schrieb ihre Doktorarbeit 1989, ebenso an der University of California, Berkeley.
Sie ist im Bereich der Stausteuerung als Erfinderin des aktiven Warteschlangenmanagements der Random Early Detection (RED) bekannt und gründete damit mit Van Jacobson das Feld des Active Queue Management (AQM). Fast alle Router verwenden RED oder etwas, das daraus entwickelt wurde, um Netzüberlastungen zu managen. Floyd entwickelte die heute übliche Methode, Nachrichtentimer mit Verzögerungsjitter zu versehen, um Synchronisation zu vermeiden.
Sie war am Internet Architecture Board beteiligt und gehörte 2007 zu den zehn meistzitierten Forschern in der Informatik.

## Veröffentlichungen
- Floyd und Vern Paxson identifizierten 1997 den Mangel an Wissen über die Netzwerktopologie als Haupthindernis für das Verständnis der Funktionsweise des Internets.[4] 2001 wurde dieses Papier, Why We Don’t Know How to Simulate the Internet, als Schwierigkeiten bei der Simulation des Internets neu veröffentlicht und erhielt den William R. Bennett Prize Paper Award der IEEE Communications Society.
- Floyd ist Co-Autorin des Standards für TCP Selective Acknowledgement (SACK), Explicit Congestion Notification (ECN), das Datagram Congestion Control Protocol (DCCP) und TCP Friendly Rate Control (TFRC).

## Auszeichnungen
- Sie erhielt 2005 den IEEE Internet Award und 2007 den ACM SIGCOMM Award für ihre Beiträge zur Stausteuerung.[5]
- William R. Bennett Prize Paper Award der IEEE Communications Society für Schwierigkeiten bei der Simulation des Internets von Floyd und Vern Paxson